# بايك هيون مان
بايك هيون مان (مواليد 27 يناير 1964) هو ملاكم كوري جنوبي، مثّل بلاده في الألعاب الأولمبية الصيفية 1988.

## روابط خارجية
بايك هيون مان على موقع أوليمبيديا (الإنجليزية)